# Sanna Valkonen
Sanna Margit Valkonen (Hyvinkää, 12 december 1977) is een voormalig een Fins voetbalspeelster die speelde als verdediger.

## Carrière

### Clubs
Valkonen speelde bij de Finse clubs KontU, PuiU, MPS Malmin en HJK Helsinki in de Naisten Liiga en vervolgens in 2002 bij de Boston Renegades in de USL W-League. Daarna speelde Valkonen vanaf 2002 bij de Zweedse clubs Umeå IK, AIK Fotboll en KIF Örebro in de Damallsvenskan.

### Nationaal elftal
Valkonen speelde voor het Fins vrouwenelftal van 1995 tot 2010 en speelde 120 interlands waarbij ze 7 maal scoorde. Hiermee komt ze op de tweede plaats van meeste interlands (na Laura Kalmari). Valkonen was teamkapitein op het Europees kampioenschap 2005 en het Europees kampioenschap 2009.

## Erelijst
- 2001 en 2002: Fins voetbalster van het jaar
- 1994, 1998, 1999, 2000, 2001: Winnaar Fins kampioenschap (Naisten Liiga)
- 1996, 1997, 1998, 1999, 2000, 2002: Fins bekerwinnaar
- 2002, 2005: Winnaar Zweeds kampioenschap (Damallsvenskan)
- 2002, 2003, 2010: Zweeds bekerwinnaar